# 新坡镇 (茂名市)
新坡镇，是中华人民共和国广东省茂名市茂南区下辖的一个乡镇级行政单位。

## 行政区划
新坡镇下辖以下地区：
新坡商业城社区、新坡村、车田村、合水村、新城村、文冲口村、高岭村、华德岭村、樟古村、官渡村、大塘村、莲塘村、关车村和黄塘村。